# Tsaritsynopark

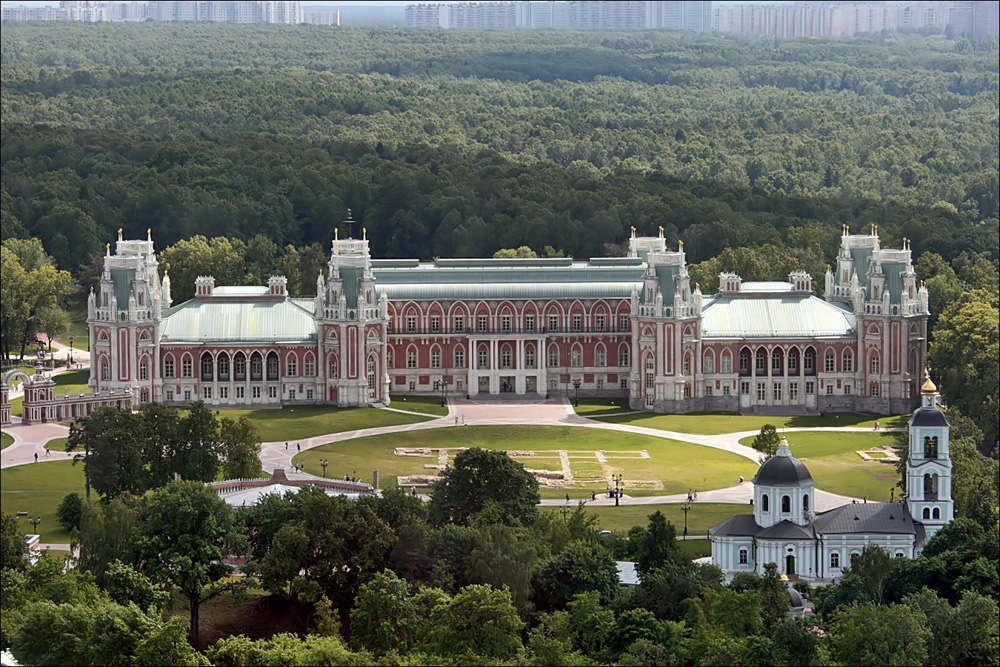
Het paleis van Tsaritsyno

Het Tsaritsynomuseum en -park (Russisch: Царицыно) in Moskou (nabij metrostation Tsaritsyno) werd gesticht in 1984 in het park met dezelfde naam.
Het 18e-eeuwse architecturale ensemble werd in Russische pseudo-gotische stijl gebouwd (maar niet afgemaakt) in opdracht van Catharina II, na projecten van Bazjenov en Kazakov, en het is het enige 18e-eeuwse architectonische ensemble van dergelijke dimensies in Rusland.

## Geschiedenis
Het landgoed is bekend uit de late 16e eeuw, toen het behoorde tot Irina Godoenova, de zus van Boris Godoenov. In die tijd heette het Bogorodskoje. In de 17e eeuw behoorde het tot de Stresjnevs en vervolgens tot de Galitzines. In 1775, toen het landgoed werd gekocht door keizerin Catharina de Grote, ontving het zijn huidige naam, dat "Tsarina's" betekent. 
In 1776-1785 bouwde architect Vasili Bazjenov hier een nieuw paleis voor de keizerin, maar in 1786 gaf Catharina opdracht om het gedeeltelijk af te breken. Tot 1797 werkte architect Matvej Kazakov aan de bouw. Gebouwen werden grotendeels voltooid, maar aan het interieur kwam men niet toe. Na de dood van Catharina raakte het geheel in verval. 
Een lange tijd waren de meeste gebouwen een ruïne. Daken verdwenen en alpinisten gebruikten ze voor de training. Onlangs werden meeste gebouwen hersteld en voltooid: daken, interieur en decoraties zijn toegevoegd en hun historische verschijning is veranderd. 
Tegenwoordig bevindt zich in Tsaritsyno een geschiedenis- en architectuurmuseum, een landschapspark met een aangrenzend bos, een kunstmuseum, het Birjoeljovo-arboretum en een waterval naar de Tsaritsynovijvers.
Rond het paleis zijn er in het park een aantal paviljoens, pergola's, priëlen, kunstmatige grotten, decoratieve bruggen (begin van de 19e eeuw, architect I. Jegotov) en een Russisch-orthodoxe tempel "Bron van Leven", alsmede een modern recreatiecentrum met een chic restaurant. Een aantal gebouwen huisvesten het Russische museum van volks- en toegepaste kunst. Het atrium van het "Broodhuis" wordt gebruikt voor concerten van muzikanten uit Moskou.
De gronden van het park bevatten een groep van grafheuvels die toebehoren aan de Slavische stam Vjatitsjen, gedateerd in de 11e-13e eeuw.

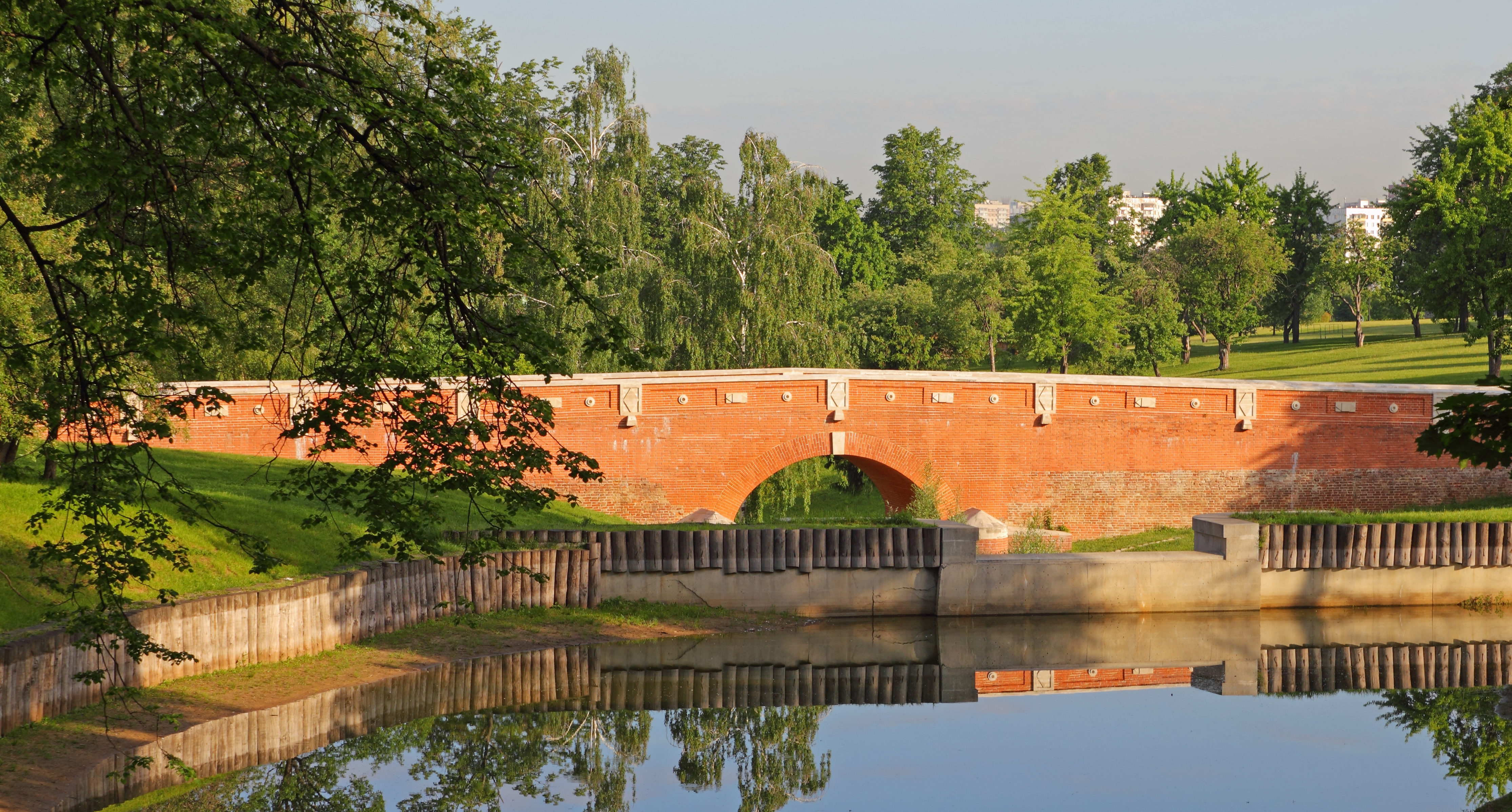
Oranjeriebrug in het Tsaritsynopark in de Russische stad Moskou.
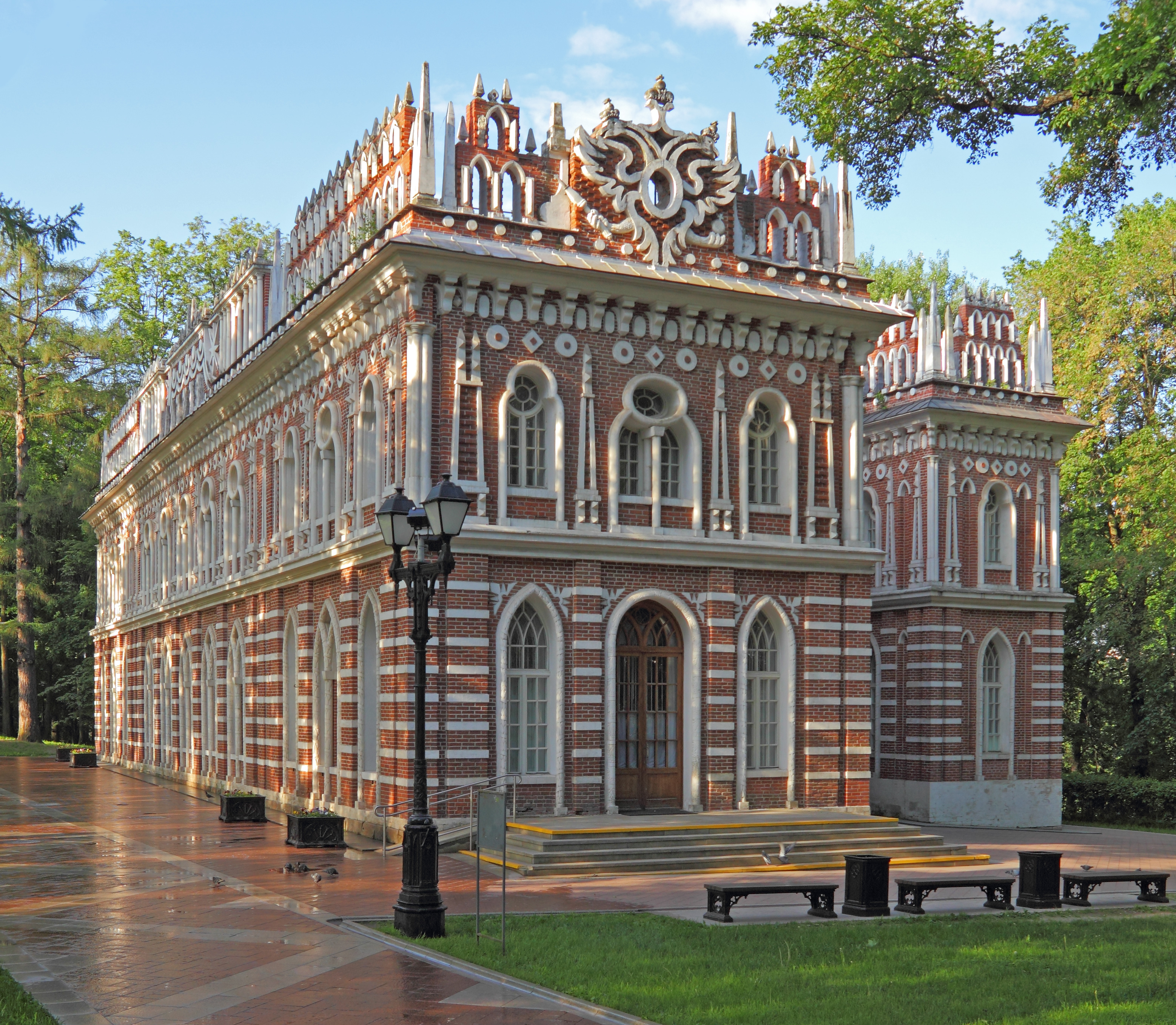
Operagebouw van Bazjenov, 1776-1778.